# 1980年美國職棒大聯盟選秀
1980年美國職棒大聯盟選秀為大聯盟第16屆選秀。紐約大都會的達里爾·斯塔比雷為該年的首輪選秀狀元。

## 第一輪選秀
圖示
|  | 入選美國職棒大聯盟全明星賽的球員     |
|  | 入選美國國家棒球名人堂暨博物館的球員 |

| 順位 | 球員            | 球隊             | 位置   | 畢業學校               |
| 1    | 達里爾·斯塔比雷 | 紐約大都會       | 外野手 | 克倫蕭高中             |
| 2    | 蓋瑞·哈里斯     | 多倫多藍鳥       | 游擊手 | 赫伯特·胡佛高中        |
| 3    | 肯·戴里         | 亞特蘭大勇士     | 左投   | 波特蘭大學             |
| 4    | 麥克·金恩       | 奧克蘭運動家     | 左投   | 莫寧塞德學院           |
| 5    | 傑夫·派伯恩     | 聖地牙哥教士     | 外野手 | 喬治亞大學             |
| 6    | 達奈爾·寇爾斯   | 西雅圖水手       | 游擊手 | 艾森豪爾高中           |
| 7    | 傑西·瑞德       | 舊金山巨人       | 一壘手 | 林伍德高中             |
| 8    | 塞索·艾斯比     | 芝加哥白襪       | 外野手 | 波因特洛馬高中         |
| 9    | 羅斯·瓊斯       | 洛杉磯道奇       | 游擊手 | 邁阿密大學             |
| 10   | 凱利·葛魯伯     | 克里夫蘭印地安人 | 游擊手 | 西湖高中               |
| 11   | 唐·舒爾澤       | 芝加哥小熊       | 右投   | 湖園高中               |
| 12   | 傑夫·里德       | 明尼蘇達雙城     | 捕手   | 茱麗葉·威斯特高中      |
| 13   | 亨利·波威爾     | 費城費城人       | 捕手   | 松森高中               |
| 14   | 提姆·馬奇       | 德州遊騎兵       | 右投   | 卡洛爾高中             |
| 15   | 唐·柯林斯       | 聖路易紅雀       | 右投   | 費古森高中             |
| 16   | 法蘭克·威利斯   | 堪薩斯市皇家     | 右投   | 杜蘭大學               |
| 17   | 丹尼斯·拉斯穆森 | 加州天使         | 左投   | 克雷頓大學             |
| 18   | 葛倫·威爾森     | 底特律老虎       | 三壘手 | 薩姆休斯頓州立大學     |
| 19   | 羅恩·羅賓森     | 辛辛那提紅人     | 右投   | 木湖高中               |
| 20   | 瑞克·倫特利亞   | 匹茲堡海盜       | 游擊手 | 南門高中               |
| 21   | 吉姆·艾克       | 亞特蘭大勇士     | 右投   | 德克薩斯大學奧斯汀分校 |
| 22   | 特里·弗蘭克納   | 蒙特婁博覽會     | 外野手 | 亞利桑那大學           |
| 23   | 比利·比恩       | 紐約大都會       | 外野手 | 卡梅爾山高中           |
| 24   | 約翰·吉邦斯     | 紐約大都會       | 捕手   | 麥克阿瑟高中           |
| 25   | 迪昂·詹姆斯     | 密爾瓦基釀酒人   | 外野手 | 麥克拉奇高中           |
| 26   | 傑夫·威廉斯     | 巴爾的摩金鶯     | 外野手 | 普林斯頓高中           |

## 補償選秀
1. ↑  因休士頓太空人簽下自由球員諾蘭·萊恩而得到補償選秀
2. ↑  因加州天使簽下自由球員布魯斯·基森（英语：Bruce Kison）而得到補償選秀
3. ↑  因蒙特婁博覽會簽下自由球員羅蘭·奧菲斯（英语：Rowland Office）而得到補償選秀
4. ↑  因紐約洋基簽下自由球員魯迪·梅（英语：Rudy May）而得到補償選秀
5. ↑  因匹茲堡海盜簽下自由球員安迪·海斯勒（英语：Andy Hassler）而得到補償選秀
6. ↑  因波士頓紅襪簽下自由球員史基普·洛克伍德（英语：Skip Lockwood）而得到補償選秀

## 其他著名球員[2]
- 提姆·圖佛（英语：Tim Teufel）, 第2輪, 38順位被明尼蘇達雙城選走
- 丹·普萊薩（英语：Dan Plesac）, 第2輪, 41順位被聖路易紅雀選走, 但未簽約
- 戴夫·麥利（英语：Dave Miley）, 第2輪, 47順位被辛辛那提紅人選走
- 提姆·柏克（英语：Tim Burke (baseball)）, 第2輪, 49順位被匹茲堡海盜選走
- 喬·海斯凱斯（英语：Joe Hesketh）, 第2輪, 50順位被蒙特婁博覽會選走
- 丹尼·塔塔布爾（英语：Danny Tartabull）, 第3輪, 71順位被辛辛那提紅人選走
- 道格·德拉貝克（英语：Doug Drabek）, 第4輪, 87順位被克里夫蘭印地安人選走, 但未簽約
- 瑞奇·霍頓（英语：Ricky Horton）, 第4輪, 92順位被聖路易紅雀選走
- 喬·歐蘇拉克（英语：Joe Orsulak）, 第6輪, 152順位被匹茲堡海盜選走
- 藍迪·雷迪（英语：Randy Ready）, 第6輪, 154順位被密爾瓦基釀酒人選走
- 唐·斯勞特（英语：Don Slaught）, 第7輪, 171順位被堪薩斯市皇家選走
- 洛伊德·麥克林登, 第8輪, 183順位被紐約大都會選走
- 艾瑞克·戴維斯, 第8輪, 201順位被辛辛那提紅人選走
- 約翰·法雷爾, 第9輪, 212順位被奧克蘭運動家選走, 但未簽約
- 克雷格·拉菲爾茲（英语：Craig Lefferts）, 第9輪, 219順位被芝加哥小熊選走
- 戴夫·馬加丹, 第12輪, 310順位被波士頓紅襪選走, 但未簽約
- 艾德·凡德·伯格（英语：Ed Vande Berg）, 第13輪, 318順位被西雅圖水手選走
- 泰瑞·史坦貝克（英语：Terry Steinbach）, 第16輪, 400順位被克里夫蘭印地安人選走, 但未簽約
- 吉姆·艾辛萊克（英语：Jim Eisenreich）, 第16輪, 402順位被明尼蘇達雙城選走
- 油桶·波伊德（英语：Oil Can Boyd）, 第16輪, 414順位被波士頓紅襪選走
- 丹尼·傑克森, 第24輪, 599順位被奧克蘭運動家選走, 但未簽約
- 達倫·道爾頓（英语：Darren Daulton）, 第25輪, 629順位被費城費城人選走
- 克里斯·薩波, 第30輪, 727順位被蒙特婁博覽會選走, 但未簽約
- 瓦特·泰瑞爾（英语：Walt Terrell）, 第33輪, 763順位被德州遊騎兵選走
- 瑞克·艾古萊拉（英语：Rick Aguilera）, 第37輪, 803順位被聖路易紅雀選走, 但未簽約

## 外部連結
- MLB.com - 1980 Draft Tracker (all rounds)
- MLB.com - Draft History （页面存档备份，存于）
- Complete draft list from The Baseball Cube database （页面存档备份，存于）

| 前任： 艾爾·錢伯斯 | 選秀狀元 達里爾·斯塔比雷 | 繼任： 麥克·摩爾 |